# منشية العمار
منشية العمار إحدى قرى مركز طوخ التابع لمحافظة القليوبية بجمهورية مصر العربية.

## السكان
بلغ عدد سكان منشية العمار 4,337 نسمة، حسب الإحصاء الرسمي لعام 2006.